# Tillandsia 'Gunalda'
Tillandsia 'Gunalda' es un  cultivar híbrido del género Tillandsia perteneciente a la familia  Bromeliaceae.
Es un híbrido creado  con las especies Tillandsia concolor × Tillandsia caput-medusae.